# 2,3-dimetilheptano
El 2,3-dimetilheptano es un alcano de cadena ramificada con fórmula molecular C9H20.